# Carles Busquets i Barroso
Carles Busquets i Barroso (Badia del Vallès, 19 de juliol de 1967) és un exfutbolista català, que jugava a la posició de porter. Fins a la temporada 2010-11 va ser l'entrenador de porters del FC Barcelona.
És el pare del futbolista Sergi Busquets i Burgos.

## Trajectòria esportiva
Com a porter va destacar als anys 90 com a integrant del Futbol Club Barcelona de Johan Cruyff, l'anomenat «Dream Team». Busquets, format a les categories inferiors del FC Barcelona, va pertànyer a la disciplina del primer equip d'aquest club durant 10 temporades, entre 1988 i 1998, Tot i això, tan sols va defensar la porteria blaugrana amb assiduïtat dues temporades, entre 1994 i 1996. El 1991 va defensar la porteria del Barça a la Final de la Recopa d'Europa que el Barça va perdre contra el Manchester United a Rotterdam, perquè el porter titular, Andoni Zubizarreta, estava sancionat. Posteriorment seria el porter suplent, i va romandre a la banqueta, a la final de la Copa d'Europa de 1992 que el Barça va guanyar a l'Estadi de Wembley de Londres el 20 de maig de 1992, la primera Copa d'Europa del Barça i un partit que marcaria la història del club.
Busi, com se'l coneixia popularment, és un dels jugadors que més títols ha aconseguit amb el Barça, entre ells la Copa d'Europa de 1992, la Recopa de 1997 i cinc lligues.
L'any 1998, Carles Busquets va fitxar per la Unió Esportiva Lleida de la segona divisió, on va ser titular indiscutible durant cinc temporades fins que, l'any 2003, va decidir penjar les botes.

## Palmarès
- Títols internacionals:
  - 1 Copa d'Europa: 1992.
  - 1 Recopa d'Europa: 1997.
  - 2 Supercopes d'Europa: 1993, 1998
- Títols estatals:
  - 5 Lligues espanyoles: 1991, 1992, 1993, 1994, 1998.
  - 3 Copes del Rei: 1989, 1997, 1998.
  - 1 Supercopa d'Espanya: 1996.